# Lucas Galvão
Lucas Galvão da Costa Souza (São José do Rio Preto, 22 giugno 1991) è un calciatore brasiliano, difensore dell'Hatta Club.